# Limnanthaceae
Famille
Classification APG III (2009)
La famille des Limnanthacées est une famille de plantes à fleurs dicotylédones qui comprend une dizaine d'espèces réparties en 2 genres.
Ce sont de petites plantes herbacées plus ou moins succulentes, des zones marécageuses des régions tempérées d'Amérique du Nord.

## Étymologie
Le nom vient du genre type Limnanthes, composé des mots grecs λίμνη, «  eau stagnante, marais, étang », et άνθος / anthos, fleur, pour qualifier une plante vivant en zones de marécages.

## Classification
La classification classique de Cronquist (1981) situe cette famille dans l'ordre des Geraniales.
La classification phylogénétique APG III (2009) la situe dans les Brassicales.

## Liste des genres
Selon Angiosperm Phylogeny Website (21 juin 2010), NCBI (21 juin 2010), DELTA Angio (21 juin 2010) et ITIS (21 juin 2010) :
- Floerkea Willd.
- Limnanthes R.Br.

## Liste des espèces
Selon NCBI (21 juin 2010) :
- genre Floerkea
  - Floerkea proserpinacoides
- genre Limnanthes
  - Limnanthes alba
  - Limnanthes bakeri
  - Limnanthes douglasii
  - Limnanthes floccosa
  - Limnanthes macounii
  - Limnanthes montana
  - Limnanthes vinculans
  - Limnanthes sp. SCM-2009